# 22618 Silva Nortica
22618 Silva Nortica è un asteroide della fascia principale. Scoperto nel 1998, presenta un'orbita caratterizzata da un semiasse maggiore pari a 2,3235862 UA e da un'eccentricità di 0,1428369, inclinata di 3,50513° rispetto all'eclittica.